# Якимов, Владимир Дмитриевич
Владимир Дмитриевич Якимов (род. 3 января 1959) — советский хоккеист,  нападающий. Мастер спорта СССР.
Карьеру провёл в клубах Ленинграда. Начинал играть в командах второй лиги «Судостроитель» (1977/78, 1978/79) и ВИФК (1979/80). В чемпионате СССР за СКА (Ленинград) играл в сезонах 1979/80 — 1984/85. Завершал карьеру в фарм-клубе СКА «Звезда» (1985/86 — 1986/87).